# 天主教聖貝內代托-里帕特蘭索內-蒙塔爾托教區
天主教聖貝內代托-里帕特蘭索內-蒙塔爾托教區（拉丁語：Dioecesis Sancti Benedicti ad Truentum-Ripana-Montis Alti）是天主教會在義大利的一個教區。屬費爾莫總教區。

## 歷史
里帕特蘭索內教區成立於1571年8月6日，直屬聖座，而蒙塔爾托教區則成立於1586年11月24日。1589年5月24日兩教區都改屬費爾莫總教區之下。
1924年12月18日起兩教區由同一主教牧養。1983年4月7日兩教區合併，改稱蒙塔爾托暨里帕特蘭索內-聖貝內代托教區，里帕特蘭索內教座亦遷至聖貝內代托。1986年9月30日成立新的教區並易名至今，座堂亦遷移至聖貝內代托。

## 現況
教區包括阿斯科利皮切諾省、費爾莫省、泰拉莫省共十四市。2004年有教友134,412人，佔轄區總人口96.7%。教區下轄六十七個堂區，有203名司鐸。現任教區主教為嘉祿·布雷西亞尼。